# Fifteenth Air Force
Die Fifteenth Air Force (auch 15th Air Force; deutsch 15. US-Luftflotte) war eine strategische Luftflotte (Numbered Air Force) der United States Army Air Forces und der United States Air Force, die von 1943 bis 2002 bestand und anschließend in der 15th Expeditionary Mobility Task Force aufging, die bis 2012 bestand. Im Zweiten Weltkrieg aufgestellt, diente sie auf dem europäischen Kriegsschauplatz und war in Italien stationiert. Während des Kalten Krieges war sie eine von drei Numbered Air Forces, die dem Strategic Air Command unterstanden. Teile der 15th Air Force nahmen am Korea- und Vietnamkrieg sowie am Golfkrieg 1991 teil.

## Geschichte

### Zweiter Weltkrieg
Die Aufstellung der 15th Air Force wurde am 9. Oktober 1943 von General Henry H. Arnold vorgeschlagen, zu der Zeit kommandierender General der USAAF, und die vorgeschlagene Direktive am 16. Oktober durch die Joint Chiefs of Staff an General Dwight D. Eisenhower, den Oberbefehlshaber des SHAEF, weitergeleitet. Die neue Luftflotte sollte von Süditalien aus die gemeinsame Bomberoffensive (Combined Bomber Offensive, CBO) gegen das Deutsche Reich unterstützen. Die Direktive wurde am 22. Oktober von den Combined Chiefs of Staff bestätigt und die Luftflotte am 30. Oktober in Tunis aufgestellt sowie am 1. November mit James Harold Doolittle als erstem kommandierenden General aktiviert.
Der 15th Air Force wurden dabei von der 12th Air Force folgende Einheiten übertragen:
- 5th Bombardment Wing mit B-17 in Depienne, Tunesien
  - 2nd  Bombardment Group (Heavy) in Massicault, Tunesien
  - 97th Bombardment Group (Heavy) in Depienne, Tunesien
  - 99th Bombardment Group (Heavy) in Oudna, Tunesien
  - 301st Bombardment Group (Heavy) in Oudna, Tunesien
- 98th Bombardment Group (Heavy) und 376th Bombardment Group (Heavy) mit B-24 in Hergla und Enfidaville, Tunesien
- 47th Bombardment Wing (Medium) mit B-25 in Hammamet, Tunesien[1]
  - 310th Bombardment Group (Medium) in Menzel Temime, Tunesien
  - 321st Bombardment Group (Medium) Grottaglie, Italien
- 42nd  Bombardment Wing (Medium) mit B-26 in Ariana, Tunesien[2]
  - 17th Bombardment Group (Medium) in Djedeida, Tunesien
  - 319th Bombardment Group (Medium) in Sardinien
  - 320th Bombardment Group (Medium) in Sardinien
- 1st Fighter Group, 14th und 82d Fighter Group mit P-38 in Sardinien, Ste-Marie-du-Zit, Tunesien und Lecce, Italien
- 325th Fighter Group mit P-47 in Mateur, Tunesien
- 68th Reconnaissance Group mit B-17, A-36 und P-51 in Massicault, Tunesien

1. ↑  Alle Gruppen am 3. November an die 12th Air Force zurücktransferiert.
2. ↑  Alle Gruppen bis zum Jahresende an die 12th Air Force zurücktransferiert.

Am 2. November nahm die 15th Air Force ihre Operationen auf. Die ersten Angriffe richteten sich vor allem gegen Ziele in Norditalien (u. a. Turin), aber auch in Frankreich, Griechenland, Bulgarien, Jugoslawien und Österreich. Am 1. Dezember wurde das Hauptquartier nach Bari an der italienischen Adriaküste verlegt und am 3. Dezember das XV Air Force Service Command gebildet. Die Einheiten verlegten nach und nach sämtlich nach Italien.

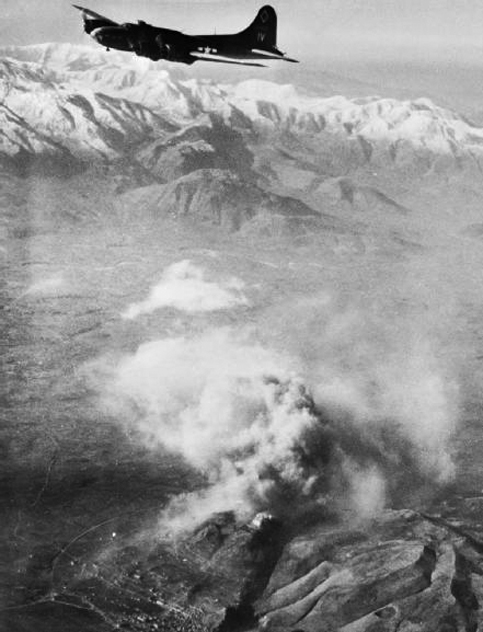
B-17 über Monte Cassino

Am 1. Januar 1944 wurde das Hauptquartier United States Strategic Air Forces in Europe (USSAFE, später USSTAF) unter Carl A. Spaatz gebildet, das die operative Kontrolle über die 8th und 15th Air Force übernahm. Am 3. Januar übernahm Nathan F. Twining den Befehl über die 15th Air Force, da Doolittle zum neuen Oberbefehlshaber der 8th Air Force in Großbritannien ernannt worden war. Am 15. Februar bombardierten rund 140 B-17 zusammen mit mittleren Bombern der 12th Air Force die Benediktinerabtei Montecassino, die dabei fast vollständig zerstört wurde. Daneben fanden mehrfach Einsätze zur Unterstützung der Bodentruppen bei den Schlachten von Anzio und Monte Cassino statt. Am 22. Februar wurden im Rahmen der „Big Week“ mit Regensburg und Petershausen erstmals Orte in Deutschland („Altreich“) angegriffen.

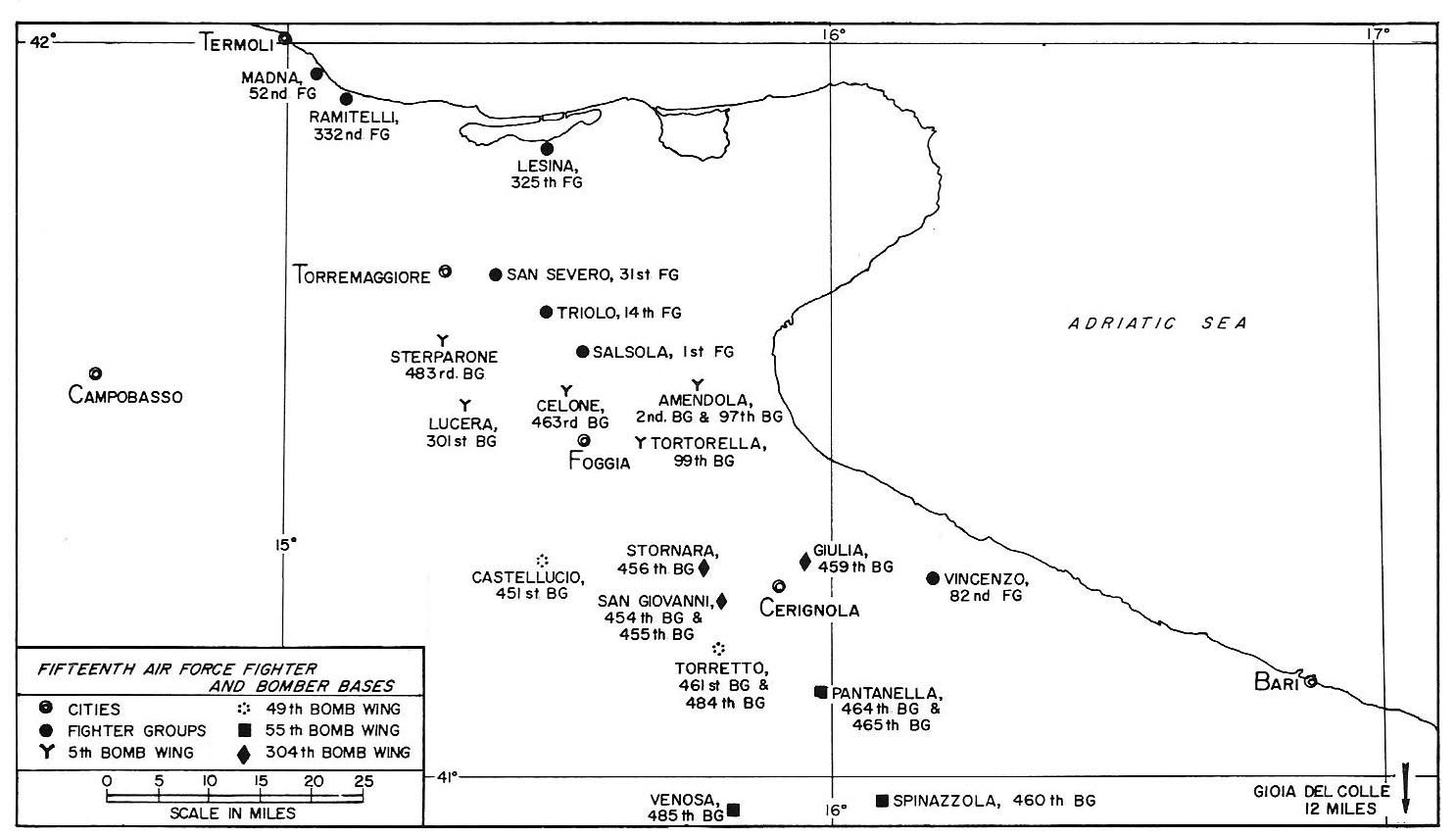
Basen der 15th Air Force in Italien

Im Frühjahr 1944 folgten vermehrt Angriffe auf Ziele im Balkanraum (Rumänien, Jugoslawien, Ungarn, später auch Tschechoslowakei und Polen), es wurden jetzt regelmäßig Tageseinsätze mit 500 Bombern und mehr geflogen. Anfang Mai waren 21 schwere Bomber-Gruppen und sechs Jäger-Gruppen im Einsatz. Am 2. Juni erfolgte der erste Einsatz im Rahmen der Operation Frantic, dabei wurden Debrecen bombardiert, bevor die Bomber in Poltawa und Mirgorod, Ukraine, landeten. Am 9. Juni bombardierten rund 500 schwere Bomber München. Ab Juli 1944 folgten vermehrt Angriffe auf Ölziele wie Raffinerien, Hydrierwerke und Depots sowie auf Ziele in Südfrankreich in Vorbereitung auf die Operation Dragoon. Dabei wurden erstmals auch Pfadfinder-Einheiten eingesetzt. Eines der meistbombardierten Ziele waren die Erdölanlagen im Raum Ploiești (siehe Luftangriffe auf Ploiești). Ab Spätsommer wurden auch Missionen zur Evakuierung abgeschossener Besatzungen im Balkanraum sowie Versorgungsmissionen für die Bodentruppen in Südfrankreich geflogen, ferner Flugblattmissionen und Nachschubmissionen für Partisanen (siehe auch Operation Carpetbagger).
Im Frühjahr 1945 wurden große Missionen mit teilweise über 800 Bombern zur Unterstützung der alliierten Frühjahrsoffensive in Norditalien geflogen. Die letzte Mission des Krieges flogen die Bomber der 15th Air Force am 1. Mai. Am 15. September wurde die Luftflotte in Italien deaktiviert.

### Nachkriegszeit
Die Reaktivierung der 15th Air Force erfolgte am 31. März 1946 auf der Colorado Springs Army Air Base unter dem Befehl des Strategic Air Command. Dabei wurden die Einheiten und das Personal der Second Air Force übernommen. Es erfolgte in dieser Zeit eine Umrüstung auf die Boeing B-29 Superfortress. Während der Berlin-Blockade 1948 wurden einige Einheiten in Alarmbereitschaft versetzt. Im November 1949 wurde die Luftflotte auf die March Air Force Base in Kalifornien verlegt und der Zuständigkeitsbereich auf die Staaten westlich des Mississippi River festgelegt. Mehrere Gruppen der 15th Air Force nahmen als Teil der Far East Air Forces am Koreakrieg teil. Nach dem Ende des Krieges folgte eine Umrüstung auf die strahlgetriebenen Boeing B-47 Stratojet und Boeing B-52 Stratofortress.
Teile der 15th Air Force wurden während des Vietnamkrieges als Teil der Nuklearen Abschreckung auf Flugfeldern in Guam, Okinawa und Thailand stationiert. Sie nahmen dabei unter anderem an der Operation Arc Light teil.
1991 wurde die 15th Air Force in eine Tankerflotte umgewandelt. Eingesetzt wurden u. a. Boeing KC-135 und McDonnell Douglas KC-10-Tankflugzeuge. Im Zuge der Auflösung des Strategic Air Command kam die 15th Air Force 1992 zum Air Mobility Command. 1993 wechselte die Luftflotte auf die Travis Air Force Base, Kalifornien, und übernahm zugleich die Tanker-Kapazitäten der Twenty-Second Air Force.
Nach den Terroranschlägen vom 11. September 2001 wurde die 15th Air Force in 15th Expeditionary Mobility Task Force umbenannt, die am Krieg gegen den Terror teilnahm. Die Deaktivierung erfolgte am 30. März 2012. Am 20. August 2020 wurde die 15. Luftflotte erneut aktiviert.

## Liste der Kommandierenden Generale seit der Reaktivierung 2020
| Name                    | Beginn der Berufung | Ende der Berufung |
| ----------------------- | ------------------- | ----------------- |
| MG Chad P. Franks       | 20. August 2020     | 13. August 2021   |
| MG Michael G. Koscheski | 13. August 2021     | 5. Januar 2024    |
| MG David B. Lyons       | 5. Januar 2024      | amtierend         |